# Бад-Кёстриц
Бад-Кёстриц (нем. Bad Köstritz) — город в Германии, в земле Тюрингия.
Входит в состав района Грайц. Население составляет 3743 человека (на 31 декабря 2010 года). Занимает площадь 16,85 км². Официальный код — 16 0 76 003.